# Prières à saint Joseph

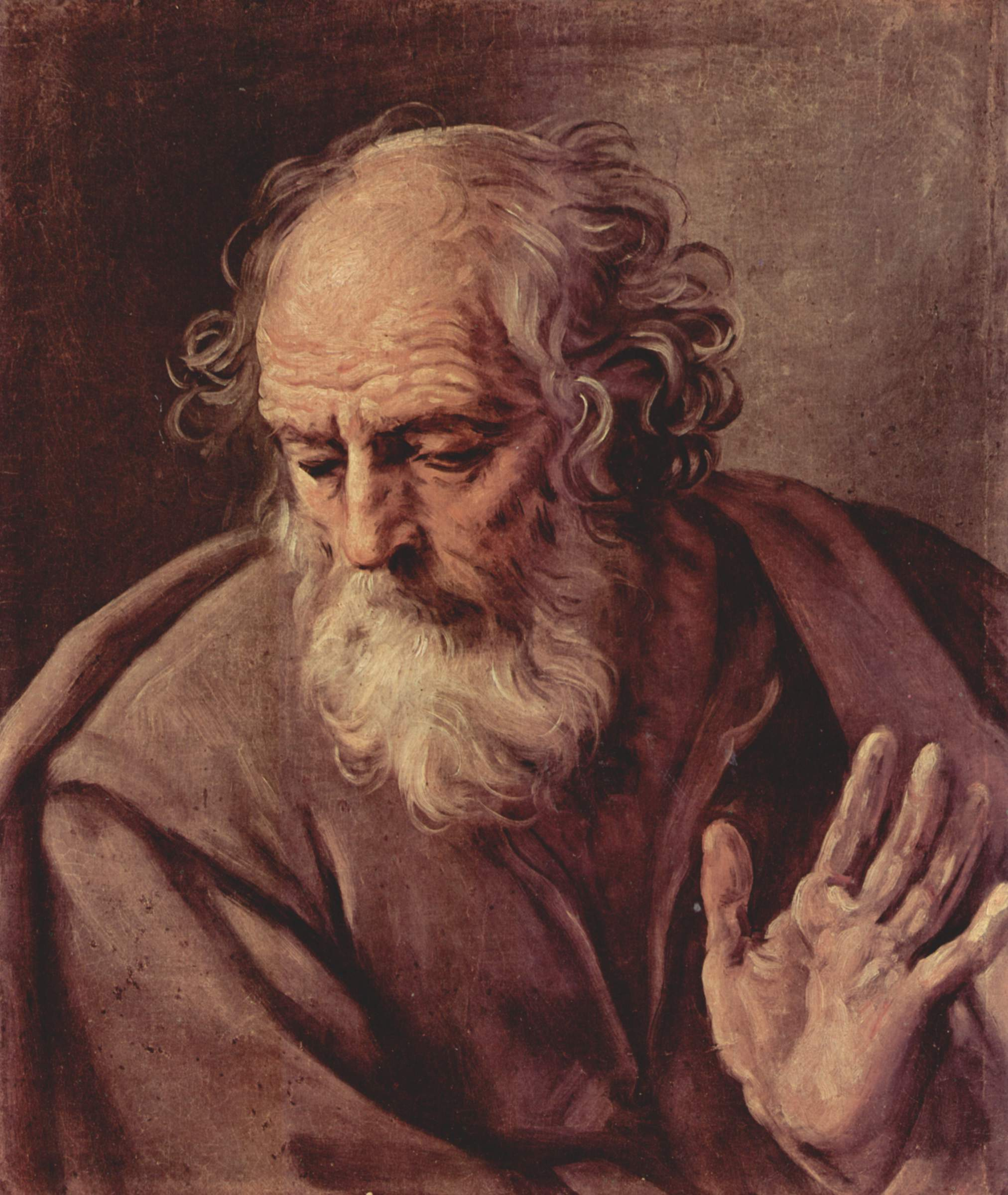
Saint Joseph

Les prières à saint Joseph sont des prières catholiques.

## Origines
Auparavant, saint Joseph, père de Jésus bénéficiait d'une dévotion confidentielle mais graduellement celle-ci a augmenté au sein de l'Église catholique.

## Prière à St. Joseph dans le rosaire
Le pape Léon XIII, dans son encyclique Quamquam Pluries (en), implore l'aide divine au moyen de la prière, accompagnant l'intercession à la vierge Marie celle de saint Joseph. Léon XIII joignit à cette encyclique une prière spéciale à saint Joseph, demandant à ce qu'elle soit récitée durant le rosaire au mois d'octobre.

## Litanies
Les litanies de Saint Joseph sont une des plus récentes prières catholiques, elles furent approuvées par le pape Pie X en 1909.